# 드림웍스 애니메이션
드림웍스 애니메이션 SKG(영어: DreamWorks Animation SKG, Inc.)은 미국의 대표 애니메이션 제작사로, 영화, TV, 온라인을 통해서 애니메이션을 만들고 있으며, 캘리포니아 글랜데일에 애니메이션 스튜디오를 두고 있다. 현재 33개의 영화가 제작되었으며 대한민국에서는 CJ 엔터테인먼트가 창립부터 지금까지 활발한 상호협력을 맺어가고있다.
1997년, 앰블린 엔터테인먼트 산하의 애니메이션 제작 부서인 앰블메이션이 드림웍스의 애니메이션 사업부로 출발한것을 모토로 드림웍스 창립부터 퍼시픽 데이터 이미지와의 전략적 제휴를 체결하고 시각효과를 통한 CG개발과 함께 2D/3D 애니메이션 제작에 착수하게 된다. 2001년, 휴랫 패커드가 드림웍스 애니메이션의 전략적 제휴를 통한 그래픽 네트워킹 시스템을 마련하게 된다.
2004년에 드림웍스가 애니메이션 사업본부를 분리. 주식이 상장된 애니메이션 제작사로 재탄생했다. 2006년 2월 11일, 드림웍스 픽처스가 바이어컴의 자회사인 파라마운트 픽쳐스에 인수되면서, 드림웍스 애니메이션의 국제 배급권을 취득하게 된다. 하지만, 2011년, 시너지 효과의 미비로 가디언즈를 끝으로 파라마운트 픽처스에 대한 계약을 끝내고, 2012년 8월, 다음 차기작인 크루즈 패밀리부터, 21세기 폭스의 자회사인 20세기 폭스를 통한 북미 배급권 계약을 체결했다. 2016년 4월 28일, NBC유니버설에 4조 3천억원에 인수되어 컴캐스트의 계열사로 합류하였다.
주요작품으로는 슈렉, 마다가스카, 쿵푸팬더, 드래곤 길들이기 등이 있다.

## 역사

### 드림웍스 SKG 시대 (1994–2004)
1994년 10월 12일, 오락산업의 세 주자–영화 감독 및 제작자 스티븐 스필버그, 전 디즈니 임원 제프리 캐천버그 및 음악가 데이비드 게펀–가 자신들의 성 3자를 약자로 사용한 드림웍스 SKG를 설립했다. 기업 내 창작기반을 다지기 위해 스필버그는 런던의 제작사 앰블리메이션의 원화가들을 고용했으며 캐천버그는 디즈니의 상급 애니메이션 제작자들을 섭외했다.

## 작품 목록

### 장편 애니메이션
| #  | 제목                                 | 개봉일자         | 배급사/공동 제작 스튜디오                 | 애니메이션 제작                                |
| -- | ------------------------------------ | ---------------- | ----------------------------------------- | ---------------------------------------------- |
| 1  | 개미                                 | 1998년 10월 2일  | 드림웍스 픽처스 Pacific Data Images       | Pacific Data Images                            |
| 2  | 이집트 왕자                          | 1998년 12월 18일 | 드림웍스 픽처스 Pacific Data Images       | DWA Glendale                                   |
| 3  | 엘도라도                             | 2000년 3월 31일  | 드림웍스 픽처스 Pacific Data Images       | DWA Glendale                                   |
| 4  | 치킨 런[R]                           | 2000년 6월 23일  | 드림웍스 픽처스 파테 아드만 애니메이션    | 아드만 애니메이션 Framestore                   |
| 5  | 슈렉                                 | 2001년 5월 18일  | 드림웍스 픽처스                           | Pacific Data Images                            |
| 6  | 스피릿                               | 2002년 5월 24일  | 드림웍스 픽처스                           | DWA Glendale                                   |
| 7  | 신밧드: 7대양의 전설                 | 2003년 7월 2일   | 드림웍스 픽처스                           | DWA Glendale                                   |
| 8  | 슈렉 2                               | 2004년 5월 19일  | 드림웍스 픽처스                           | Pacific Data Images                            |
| 9  | 샤크                                 | 2004년 10월 1일  | 드림웍스 픽처스                           | DWA Glendale                                   |
| 10 | 마다가스카                           | 2005년 5월 27일  | 드림웍스 픽처스                           | Pacific Data Images                            |
| 11 | 월래스와 그로밋: 거대 토끼의 저주[R] | 2005년 10월 7일  | 드림웍스 픽처스 아드만 애니메이션         | 아드만 애니메이션 Moving Picture Company       |
| 12 | 헷지                                 | 2006년 5월 19일  | 파라마운트 픽처스                         | DWA Glendale                                   |
| 13 | 플러쉬[R]                            | 2006년 11월 3일  | 파라마운트 픽처스 아드만 애니메이션       | 아드만 애니메이션                              |
| 14 | 슈렉 3                               | 2007년 5월 18일  | 파라마운트 픽처스                         | Pacific Data Images                            |
| 15 | 꿀벌 대소동                          | 2007년 11월 2일  | 파라마운트 픽처스 Columbus 81 Productions | DWA Glendale                                   |
| 16 | 쿵푸 팬더                            | 2008년 6월 6일   | 파라마운트 픽처스                         | DWA Glendale                                   |
| 17 | 마다가스카 2                         | 2008년 11월 7일  | 파라마운트 픽처스                         | Pacific Data Images                            |
| 18 | 몬스터 vs 에이리언                   | 2009년 3월 27일  | 파라마운트 픽처스                         | DWA Glendale                                   |
| 19 | 드래곤 길들이기                      | 2010년 3월 26일  | 파라마운트 픽처스                         | DWA Glendale                                   |
| 20 | 슈렉 포에버                          | 2010년 5월 21일  | 파라마운트 픽처스                         | DWA Glendale                                   |
| 21 | 메가마인드                           | 2010년 11월 5일  | 파라마운트 픽처스                         | Pacific Data Images                            |
| 22 | 쿵푸 팬더 2                          | 2011년 5월 26일  | 파라마운트 픽처스                         | DWA Glendale                                   |
| 23 | 장화 신은 고양이                     | 2011년 10월 28일 | 파라마운트 픽처스                         | DWA Glendale                                   |
| 24 | 마다가스카 3: 이번엔 서커스다!       | 2012년 6월 8일   | 파라마운트 픽처스                         | Pacific Data Images                            |
| 25 | 가디언즈                             | 2012년 11월 2일  | 파라마운트 픽처스                         | DWA Glendale                                   |
| 26 | 크루즈 패밀리                        | 2013년 3월 22일  | 20세기 폭스                               | DWA Glendale                                   |
| 27 | 터보                                 | 2013년 7월 17일  | 20세기 폭스                               | DWA Glendale                                   |
| 28 | 천재 강아지 미스터 피바디            | 2014년 3월 7일   | 20세기 폭스 Bullwinkle Studios            | Pacific Data Images                            |
| 29 | 드래곤 길들이기 2                    | 2014년 6월 13일  | 20세기 폭스                               | DWA Glendale                                   |
| 30 | 마다가스카의 펭귄                    | 2014년 11월 26일 | 20세기 폭스                               | Pacific Data Images                            |
| 31 | 홈                                   | 2015년 3월 27일  | 20세기 폭스                               | DWA Glendale                                   |
| 32 | 쿵푸 팬더 3                          | 2016년 1월 29일  | 20세기 폭스 Oriental DreamWorks           | DWA Glendale                                   |
| 33 | 트롤                                 | 2016년 11월 4일  | 20세기 폭스                               | DWA Glendale                                   |
| 34 | 보스 베이비                          | 2017년 3월 31일  | 20세기 폭스                               | DWA Glendale                                   |
| 35 | 캡틴 언더팬츠                        | 2017년 6월 2일   | 20세기 폭스 스콜라스틱 엔터테인먼트       | Mikros Image Technicolor Animation Productions |
| 36 | 드래곤 길들이기 3                    | 2019년 2월 22일  | 유니버설 픽처스 Mad Hatter Entertainment  | DWA Glendale                                   |
| 37 | 스노우 몬스터                        | 2019년 9월 27일  | 유니버설 픽처스 Pearl Studio              | DWA Glendale                                   |
| 38 | 트롤: 월드 투어                      | 2020년 4월 10일  | 유니버설 픽처스                           | DWA Glendale                                   |
| 39 | 크루즈 패밀리: 뉴 에이지             | 2020년 11월 25일 | 유니버설 픽처스                           | DWA Glendale                                   |
| 40 | 스피릿                               | 2021년 6월 4일   | 유니버설 픽처스                           | DWA Glendale                                   |
| 41 | 보스 베이비 2                        | 2021년 7월 2일   | 유니버설 픽처스                           | DWA Glendale                                   |
| 42 | 배드 가이즈                          | 2022년 4월 22일  | 유니버설 픽처스                           | DWA Glendale                                   |
| 43 | 장화신은 고양이: 끝내주는 모험       | 2022년 12월 21일 | 유니버설 픽처스                           | DWA Glendale                                   |

### 개봉예정 영화
| #  | 제목                       | 개봉일자         | 배급사/공동 제작 스튜디오 | 애니메이션 제작 |
| -- | -------------------------- | ---------------- | ------------------------- | --------------- |
| 44 | 루비 길먼, 틴에이지 크라켄 | 2023년 6월 30일  | 유니버설 픽처스           | DWA Glendale    |
| 45 | 트롤: 밴드 투게더          | 2023년 11월 17일 | 유니버설 픽처스           | DWA Glendale    |
| 46 | 쿵푸팬더 4                 | 2024년 3월 8일   | 유니버설 픽처스           | DWA Glendale    |

### 비디오용 영화
| 제목                       | 개봉일 (북미기준) |
| -------------------------- | ----------------- |
| 이집트 왕자 2: 요셉 이야기 | 2000.11.7         |

## 같이 보기
- CJ 엔터테인먼트
- 파라마운트 픽처스
- 드림웍스